# Ice Dome (Мехико)
Ice Dome (Мехико) (исп. Icedome CD/MX), ледовая арена в районе Тлальпан столицы Мексики Мехико, в здании кампуса Межконтинентального университета.

## Описание
Арена была открыта 10 марта 2014 года, вмещает 2500 человек зрителей. Размеры катка 60*30. Управляется акционерным обществом Icedome Group.
Домашняя арена команды «Осос», здесь проводят тренировки спортсмены сборных Мексики. Также работают школы хоккея с шайбой и фигурного катания.

## Спортивные мероприятия
- Квалификация второго дивизиона чемпионата мира по хоккею с шайбой 2014 (женщины)
- Группа В второго дивизиона чемпионата мира по хоккею с шайбой 2016
- Третий дивизион чемпионата мира по хоккею с шайбой среди молодёжных команд 2016
- Группа В третьего дивизиона чемпионата мира по хоккею с шайбой среди юниорских команд 2017